# Thorkil Kristensen
Thorkil Kristensen (9 de octubre de 1899 – 26 de junio de 1989) fue un político danés, ministro de finanza, profesor en economía nacional, y futurista.

## Vida y obra
Kristensen nació en el seno de una familia de granjeros en Fløjstrup, cerca de Vejle, Dinamarca. Entre 1938 y 1945 fue profesor en la Universidad de Aarhus y entre 1947 y 1960, en la Escuela de Negocios de Copenhague.
Fue elegido al Parlamento danés en 1945 y pasó a ser ministro de finanza durante el gobierno de Knud Kristiansen (1945–1947) y el de Erik Eriksen (1950–1953). Durante su vida trabajó con problemas económicos graves. Entre las personas de su propio partido y los de la oposición,  gozaba de gran respeto debido a su amplio conocimiento por la economía
Llegó a estar en desacuerdo en las políticas económicas de su partido, Venstre, y abandonó el partido en 1960.
Después de su retiro en la política, fue secretario general de la OCDE de 1960 a 1969. Fue el fundador del Instituto de Copenhague para Estudios Futuristas (CIFS), siendo uno de los primeros institutos de investigación sobre el futuro del continente europeo. Fue director gerente  en CIFS de 1970 a 1988.
Participó en el Club de Roma, el cual atrajo una considerable atención pública con su informe, Los límites del Crecimiento, el cual se ha vendido 30 millones de copias en más de 30 traducciones, convirtiéndolo en el libro sobre el medio ambiente más vendido de la historia

## Selección de obras
- Kristensen, Thorkil. The economic world balance. El balance económico mundial. (1960).
- Kristensen, Thorkil. La fuga de cerebros y planificación del desarrollo. Núm. 29. Instituto internacional para Planificación Educacional, 1968.
- Kristensen, Thorkil. El problema alimenticio de países en desarrollo. Organización para el Desarrollo y Cooperación Económicos, 1968.
- Kristensen, Thorkil. Desarrollo en países ricos y pobres: Teoría general con análisis estadísticos. Praeger, 1974.'

Artículos, una selección
- Kristensen, Thorkil. "Cinco Años de OECD." Anuario europeo 13 (1967): 1000-113.